# Absorptionskante

Ionisationswirkungsquerschnitt als Funktion der Photonenenergie (schematisch) mit Absorptionskanten

Als Absorptionskante wird allgemein ein sprunghafter Übergang von schwacher zu stärkerer Absorption bezeichnet, der an einer bestimmten Stelle eines elektromagnetischen Spektrums auftritt.

## Optik und Atomphysik
In der Optik und Atomphysik bezeichnet die Absorptionskante jene Frequenz {\displaystyle \nu } bzw. Photonenenergie {\displaystyle E=h\cdot \nu } (mit der Planck-Konstante h), bei der eine sprunghafte Änderung im Absorptions-Wirkungsquerschnitt eintritt. Dies ist der Fall, wenn die Energie genau einer Anregungs- oder Ionisationsenergie entspricht (siehe photoelektrischer Effekt).

## Röntgenstrahlung

Röntgenspektrum an einer Absorptionskante (schematisch). Der bei EXAFS untersuchte Energiebereich ist hellblau hinterlegt

Absorptionskanten kommen auch bei Röntgenstrahlung vor. Hier nimmt der Absorptionskoeffizient sprunghaft zu. Die charakteristische Röntgenemission findet statt, nachdem ein Elektron des niedrigsten Energieniveaus auf ein höheres Niveau gehoben wurde. Es handelt sich dabei nicht um Resonanzemission, sondern das Elektron, welches das Röntgenphoton emittiert, stammt aus der ersten (der K-Schale) oder einer höheren Schale.
Ein Atom kann folglich Röntgenstrahlung erst dann absorbieren, wenn die Frequenz der Röntgenstrahlung mindestens so groß ist, dass ein Röntgenphoton die für die Anregung nötige Energie hat. Die Energie, die bei der K-Strahlung abgegeben wird, reicht nicht aus, weil die L-Schale normalerweise mit Elektronen voll besetzt ist (abgeschlossene Schale) und kein weiteres aufnehmen kann (siehe Pauli-Prinzip).
Die Röntgenspektroskopie kann daher Absorptionskanten zur Analyse von Feinstrukturen benutzen (Röntgenabsorptionsspektroskopie). So gibt die EXAFS- bzw. SEXAFS-Spektroskopie Auskunft über die Bindungsabstände in einer Probe bzw. an deren Oberfläche. Beim NEXAFS-Verfahren werden aus der Röntgenabsorption direkt an der Kante unbesetzte Elektronenzustände untersucht.

## Halbleiter und Isolatoren
Bei Halbleitern oder Isolatoren ist das Auftreten der Absorptionskante die Folge einer Energielücke (Bandlücke) im Anregungsspektrum der Elektronen. Aus der Lage der Absorptionskante im Absorptionsspektrum lässt sich die Breite dieser Bandlücke bestimmen.